# Турово (Поморське воєводство)
Турово (пол. Turowo, нім. Steinau) — село в Польщі, у гміні Мястко Битівського повіту Поморського воєводства.
Населення — 114 осіб (2011).
У 1975-1998 роках село належало до Слупського воєводства.

## Демографія
Демографічна структура станом на 31 березня 2011 року:
|          | Загалом | Допрацездатний вік | Працездатний вік | Постпрацездатний вік |
| -------- | ------- | ------------------ | ---------------- | -------------------- |
| Чоловіки | 59      | 16                 | 41               | 2                    |
| Жінки    | 55      | 10                 | 37               | 8                    |
| Разом    | 114     | 26                 | 78               | 10                   |